# 河原林義雄
河原林 義雄（かわらばやし よしお、1851年7月28日（嘉永4年7月1日）- 1910年（明治43年）7月16日）は、明治時代の政治家、実業家、銀行家。衆議院議員（3期）。号・伯規。

## 経歴
丹波国桑田郡大野村（京都府北桑田郡山国村、京北町を経て、現京都市右京区）で、代々名主・庄屋を務めた河原林家、安左衛門、はつ夫妻の長男として生まれる。1869年（明治2年）長州藩士・長松幹に従って東京に上り頼支峯に漢学を師事した。1870年（明治3年）帰郷し田原正績の咸休塾に入門し塾頭となる。1873年（明治6年）但馬物産会社に入社し養蚕牧畜に従事。1876年（明治9年）に帰郷し地租改正評価人となり、1879年（明治12年）北桑田郡の設置に伴い郡書記に任じられ、1881年（明治14年）9月に退官した。その後自由民権運動に加わり、1889年（明治22年）京都府下の有志と交話会を結成し、自由党の再建後、同党京都支部長に就任した。
1882年（明治15年）京都府会議員に初当選し、1886年（明治19年）から1894年（明治27年）まで連続して再選された。1891年（明治24年）10月、府会議長（第5代）に挙げられ1894年の府議退任まで務めた。この間、常置委員、第五組幹事、郡部会副議長を務めた。その他、山国村会議員にも在任した。
1894年3月の第3回衆議院議員総選挙では京都府郡部から出馬し当選。その後、第4回、第9回総選挙で当選し衆議院議員を通算3期務めた。第10回総選挙では落選して政界での活動を引退したが、終生、立憲政友会に在籍した。
1893年（明治26年）京都電気鉄道の発起人に就任。また1889年（明治22年）から京鶴鉄道の実現に有志と共に尽力し、1895年（明治28年）京都鉄道が設立されると取締役に就任した。ほか、京都米穀商品取引所理事、京都農商銀行頭取、嵯峨木材社長、京都府教育会長、勧業博覧会評議員などを歴任した。
1910年7月、胃癌のため京都市で死去した。

## 親族
- 義弟 野尻岩次郎（衆議院議員、妻ひさ弟）[1]
- 長男・河原林象三（1881年生） - 日本硏磨砥石監査役、日本建材工業社代表社員[4]
- 娘・富栄（1877年生） -東洋レーヨン常務・河原林檉一郞の妻[4]
- 娘・カズ（1887年生） - 川田順の妻 [4]